# Helioceratops brachygnathus
L'elioceratopo (Helioceratops brachygnathus) è un dinosauro erbivoro appartenente ai ceratopsi. Visse tra la fine del Cretaceo inferiore e l'inizio del Cretaceo superiore (circa 100 milioni di anni fa) e i suoi resti sono stati ritrovati in Cina.

## Classificazione
Questo dinosauro, descritto per la prima volta nel 2009, è considerato un rappresentante basale del gruppo dei neoceratopsi, che comprendono i veri e propri dinosauri cornuti (ceratopsidi) e una gran quantità di altre forme più piccole e prive di corna. In particolare, le caratteristiche della mandibola, descritta come corta e alta, lo avvicinerebbero ad animali come Auroraceratops e Yamaceratops. Probabilmente Helioceratops era un erbivoro di piccole dimensioni che non superava il metro e trenta di lunghezza, dall'andatura semibipede.